# Liste des sénateurs finlandais
Cet article liste des personnes qui ont été membres du Sénat finlandais (Conseil du gouvernement impérial jusqu'en 1816 ) de 1809 à 1918,,.

## Présentation
À partir de 1858, le terme sénateur a été utilisé.  
Le Sénat était divisé en un ministère des Finances et un ministère de la Justice, qui à l'automne 1918 ont été transformés en Conseil d'État et en Cour suprême. 
Les deux départements avaient un vice-président nommé à partir de 1822 (le coprésident de l' ensemble du Sénat était le gouverneur général de la Finlande ).  
De plus, de 1857 à 1891, deux sénateurs à la fois étaient membres du Comité des affaires finlandaises à Saint-Pétersbourg. 
Au total, 279 personnes ont été membres du Sénat. Le ministère des Finances comptait au total 169 membres et le ministère de la Justice 128; de plus, 18 personnes ont eu le temps de travailler dans les deux départements. 
Le Sénat comptait 14 membres à la fois et 22 à la fin. 

## Sénateurs du ministère des finances
| Nom                              | Vie       | Sénateur                                           |
| -------------------------------- | --------- | -------------------------------------------------- |
| Carl Erik Mannerheim             | 1759–1837 | 2.10.1809 – 18.2.1816, 15.2.1820 – 1.3.1826        |
| Henrik Christian Nordenswan      | 1762–1822 | 2.10.1809 – 1.10.1812                              |
| Knut von Troil                   | 1760–1825 | 2.10.1809 – 14.9.1814                              |
| Erik Tulindberg                  | 1761–1814 | 2.10.1809 – 1.10.1812                              |
| Carl Fredrik Rotkirch            | 1755–1832 | 9.10.1809 – 1.10.1812                              |
| Robert Wilhelm de Geer           | 1750–1820 | 14.11.1809 – 4.11.1820 (†)                         |
| Carl Johan Idman                 | 1759–1821 | 11.1.1810 – 1.10.1814                              |
| Heribert Conrad Reuterskjöld     | 1765–1821 | 23.2.1811 – 27.6.1821 (†)                          |
| Gustaf Wilhelm Ladau             | 1765–1833 | 21.1.1812 – 16.8.1833 (†)                          |
| Gabriel Erik von Haartman        | 1757–1815 | 17.12.1811 – 2.8.1815 (†)                          |
| August Fredrik Palmfelt          | 1767–1814 | 18.9.1812 – 20.4.1814 (†)                          |
| Reinhold Wilhelm Stierwald       | 1766–1815 | 1.1.1814 – 21.12.1815 (†)                          |
| Nathanael Gerhard af Schultén    | 1750–1825 | 1.10.1814 – 1.10.1822                              |
| Fredrik Lorentz Nyberg           | 1768–1831 | 29.2.1816 – 1.10.1825                              |
| Clas Johan Sacklén               | 1762–1840 | 29.2.1816 – 1.10.1820                              |
| Erik Wallenius                   | 1779–1846 | 29.2.1816 – 1.10.1820                              |
| Johan Albrecht Ehrenström        | 1762–1847 | 15.2.1820 – 1.10.1825                              |
| Carl Johan Walleen               | 1781–1867 | 15.2.1820 – 1.10.1822                              |
| Anders Henrik Falck              | 1772–1851 | 1.10.1820 – 10.4.1833                              |
| Gustaf von Kothen                | 1778–1851 | 1.10.1820 – 16.6.1833                              |
| Abraham Arvid Finckenberg        | 1769–1840 | 8.8.1821 – 20.11.1834                              |
| Carl Fredrik Richter             | 1782–1858 | 1.10.1822 – 1.6.1831, 1.10.1834 – 1.10.1840        |
| Johan Walheim                    | 1779–1842 | 1.10.1822 – 1.10.1840                              |
| Otto Wilhelm Klinckowström       | 1778–1850 | 1.10.1825 – 2.6.1847                               |
| Samuel Fredrik von Born          | 1782–1850 | 26.1.1826 – 1.10.1828                              |
| Lars Gabriel von Haartman        | 1789–1859 | 8.2.1830 – 1.8.1831, 1.5.1840 – 29.4.1858          |
| Carl Klick                       | 1792–1837 | 1.8.1831 – 15.3.1837 (†)                           |
| Gustaf Hjärne                    | 1768–1845 | 1.10.1831 – 1.10.1841                              |
| Lars Rutger Jägerhorn            | 1789–1859 | 10.4.1833 – 2.2.1853                               |
| Lars Sacklén                     | 1788–1870 | 10.4.1833 – 5.12.1854                              |
| Carl August Ramsay               | 1791–1851 | 1.10.1834 – 1.10.1844                              |
| Bror Ulrik Björkstén             | 1795–1856 | 31.5.1837 – 14.9.1856 (†)                          |
| Carl Edvard af Heurlin           | 1790–1844 | 1.5.1840 – 15.12.1844 (†)                          |
| Fredrik Wilhelm Pipping          | 1783–1868 | 1.10.1841 – 29.10.1855                             |
| Otto Reinhold af Schultén        | 1798–1884 | 1.10.1844 – 5.12.1854                              |
| Carl Wilhelm Trapp               | 1801–1856 | 26.2.1845 – 20.12.1855                             |
| Carl Olof Cronstedt              | 1800–1883 | 16.4.1845 – 1.10.1870                              |
| Gustaf Magnus Armfelt            | 1792–1856 | 1.10.1847 – 1.10.1853                              |
| Johan Mauritz Nordenstam         | 1802–1882 | 11.5.1848 – 8.6.1882 (†)                           |
| Axel Ludvig Born                 | 1802–1887 | 2.2.1853 – 1.10.1867                               |
| Casimir von Kothen               | 1807–1880 | 1.10.1853 – 12.7.1859                              |
| Robert Axel Hisinger             | 1805–1859 | 5.12.1854 – 21.11.1855                             |
| Mauritz Wilhelm Nordenheim       | 1807–1872 | 5.12.1854 – 27.5.1869                              |
| Frans Olof af Brunér             | 1807–1874 | 21.11.1855 – 1.9.1857/28.9.1874 (†)                |
| Berndt Federley                  | 1799–1863 | 20.12.1855 – 3.6.1862                              |
| Victor Furuhjelm                 | 1810–1872 | 20.12.1855 – 20.10.1868                            |
| Robert Trapp                     | 1802–1875 | 23.12.1857 – 1.10.1865, 1.10.1867 – 21.4.1871      |
| Carl Fabian Langenskiöld         | 1810–1863 | 30.12.1857 – 29.6.1863 (†)                         |
| Frans Ivar Edelheim              | 1804–1884 | 29.4.1858 – 1.10.1867                              |
| Samuel Henrik Antell             | 1810–1874 | 1.10.1859 – 1.10.1862, 12.12.1866 – 31.10.1874 (†) |
| Johan Ulrik Sebastian Gripenberg | 1795–1869 | 1.5.1861 – 21.11.1866                              |
| Sten Knut Johan Furuhjelm        | 1813–1892 | 1.10.1862 – 20.4.1882                              |
| Johan Vilhelm Snellman           | 1806–1881 | 1.7.1863 – 15.7.1868                               |
| Johan August von Born            | 1815–1878 | 1.10.1865 – 10.5.1873                              |
| Bernhard Indrenius               | 1812–1884 | 9.3.1866 – 13.7.1869/18.2.1882                     |
| Oscar Norrmén                    | 1822–1889 | 1.10.1867 – 1.12.1888                              |
| Johan Philip Palmén              | 1811–1896 | 1.12.1868 – 17.5.1871                              |
| Henrik Adolf Mechelin            | 1813–1889 | 27.6.1869 – 1.10.1885                              |
| Clas Herman Molander             | 1817–1897 | 27.11.1869 – 3.12.1897 (k                          |
| Victor von Haartman              | 1830–1895 | 1.10.1870 – 1.10.1882/1.10.1888                    |
| Eugen Theodor von Knorring       | 1812–1874 | 17.5.1871 – 10.6.1874 (†)                          |
| Edvard Gustaf af Forselles       | 1817–1891 | 1.9.1871 – 1.10.1885                               |
| Theodor Sebastian Thilén         | 1818–1887 | 20.5.1873 – 20.4.1882                              |
| Albert Werner Nykopp             | 1826–1882 | 1.10.1874 – 8.1.1882 (†)                           |
| Henrik Wilhelm Johan Zilliacus   | 1823–1887 | 27.1.1875 – 2.8.1887 (†)                           |
| Christian Theodor Oker-Blom      | 1822–1900 | 16.1.1882 – 1.10.1888/19.11.1891                   |
| Georg Zacharias Forsman          | 1830–1903 | 1.10.1882 – 28.3.1899                              |
| Lars Theodor von Hellens         | 1826–1896 | 1.10.1882 – 24.1.1884                              |
| Leo Mechelin                     | 1839–1914 | 1.10.1882 – 20.6.1890, 1.12.1905 – 4.6.1908        |
| Fredrik Lerche                   | 1826–1899 | 23.11.1882 – 1.10.1891                             |
| Carl Gustaf Mortimer von Kraemer | 1817–1898 | 24.1.1884 – 1.10.1885                              |
| Woldemar von Daehn               | 1838–1900 | 1.10.1885 – 7.2.1889                               |
| Karl Ferdinand Ignatius          | 1837–1909 | 1.10.1885 – 27.8.1900, 1.12.1905 – 4.6.1908        |
| Samuel Werner von Troil          | 1833–1900 | 1.10.1885 – 23.11.1891                             |
| Johan Gustaf Sohlman             | 1837–1908 | 14.9.1887 – 1.10.1891, 8.6.1893 – 16.5.1901        |
| Georg von Alfthan                | 1828–1896 | 1.10.1888 – 4.2.1896 (†)                           |
| Victor Napoleon Procopé          | 1839–1906 | 1.12.1888 – 22.7.1891                              |
| Sten Carl Tudeer                 | 1840–1905 | 22.2.1889 – 19.10.1900                             |
| Adolf Edvard Arppe               | 1818–1894 | 20.6.1890 – 13.4.1894 (†).                         |
| Carl Otto Gabriel Melan          | 1839–1920 | 6.8.1891 – 26.10.1894                              |
| Waldemar Eneberg                 | 1840–1904 | 1.10.1891 – 8.6.1904 (†)                           |
| Johannes Gripenberg              | 1842–1893 | 1.10.1891 – 20.5.1893 (†)                          |
| Gustaf Axel Samuel von Troil     | 1837–1909 | 19.12.1891 – 5.7.1900                              |
| Carl August Nybergh              | 1833–1927 | 1.10.1892 – 2.1.1897                               |
| Otto Viktorinus Gadd             | 1831–1898 | 1.10.1894 – 19.6.1898 (†)                          |
| August Alexander Järnefelt       | 1833–1896 | 26.10.1894 – 15.4.1896 (†)                         |
| Erik Ossian Bergbom              | 1845–1917 | 12.2.1896 – 11.11.1905                             |
| Lennart Gripenberg               | 1852–1933 | 13.5.1896 – 5.7.1900, 1.12.1905 – 10.8.1907        |
| Hjalmar Georg Palin              | 1848–1907 | 2.1.1897 – 21.12.1899                              |
| Gustaf Robert Alfred Charpentier | 1839–1914 | 28.12.1897 – 27.8.1900                             |
| Waldemar Schauman                | 1844–1911 | 12.9.1898 – 5.7.1900                               |
| August Nybergh                   | 1851–1920 | 3.1.1899 – 11.11.1899, 1.12.1905 – 23.4.1909       |
| Edvard Boehm                     | 1841–1919 | 11.11.1899 – 11.11.1905                            |
| Knut Robert Karl Walfrid Spåre   | 1831–1903 | 21.12.1899 – 3.7.1903 (†)                          |
| Michael Leonard von Blom         | 1856–1919 | 5.7.1900 – 20.11.1905                              |
| Gustaf Esaias Fellman            | 1843–1916 | 5.7.1900 – 11.11.1905                              |
| Henrik Willehad Åkerman          | 1841–1919 | 27.8.1900 – 2.5.1901                               |
| Constantin Linder                | 1836–1908 | 19.10.1900 – 18.1.1905                             |
| Edvard Rudolf Neovius            | 1851–1917 | 28.10.1900 – 20.6.1905                             |
| Arvid Genetz                     | 1848–1915 | 16.5.1901 – 11.11.1905                             |
| August Ramsay                    | 1859–1943 | 16.5.1901 – 27.8.1901                              |
| Daniel Woldemar Åkerman          | 1843–1919 | 25.10.1901 – 11.5.1905                             |
| Alfred Oswald Kihlman            | 1858–1938 | 17.10.1903 – 11.11.1905                            |
| Sebastian Gripenberg             | 1850–1929 | 1.11.1904 – 11.11.1905                             |
| Emil Streng                      | 1838–1911 | 29.3.1905 – 11.11.1905                             |
| Thedor Hjalmar Lang              | 1856–1921 | 15.7.1905 – 11.11.1905                             |
| Ernst Neovius                    | 1873–1932 | 2.8.1905 – 11.11.1905                              |
| Kasten Antell                    | 1845–1906 | 1.12.1905 – 20.11.1906 (†)                         |
| Otto Donner                      | 1835–1909 | 1.12.1905 – 4.6.1908                               |
| Juho Kyösti Kari                 | 1868–1921 | 1.12.1905 – 28.2.1907                              |
| Frans Hugo Lilius                | 1860–1936 | 1.12.1905 – 1.8.1908                               |
| Onni Schildt                     | 1851–1913 | 1.12.1905 – 23.4.1909                              |
| Fredrik Stjernvall               | 1845–1916 | 1.12.1905 – 4.6.1908                               |
| Kaarlo Juho Ståhlberg            | 1865–1952 | 1.12.1905 – 2.12.1907                              |
| Kaarlo Castrén                   | 1860–1938 | 8.10.1906 – 23.4.1909                              |
| Theodor Wegelius                 | 1850–1932 | 11.12.1906 – 1.8.1908                              |
| Edvard Hjelt                     | 1855–1921 | 2.12.1907 – 23.4.1909                              |
| Johan Richard Danielson-Kalmari  | 1853–1933 | 1.8.1908 – 13.11.1909                              |
| August Hjelt                     | 1862–1919 | 1.8.1908 – 13.11.1909                              |
| Verner Lindberg                  | 1852–1909 | 1.8.1908 – 10.2.1909 (†)                           |
| Juho Kusti Paasikivi             | 1870–1956 | 1.8.1908 – 13.11.1909, 27.5.1918 – 27.11.1918      |
| Hugo Rautapää                    | 1874–1922 | 1.8.1908 – 13.11.1909                              |
| Otto Stenroth                    | 1861–1939 | 1.8.1908 – 23.4.1909, 27.5.1918 – 27.11.1918       |
| Yrjö Koskinen Yrjö-Koskinen      | 1854–1917 | 1.8.1908 – 13.11.1909                              |
| Otto Wrede                       | 1851–1936 | 23.7.1909 – 13.11.1909                             |
| Anders Wirenius                  | 1850–1919 | 10.10.1909 – 26.3.1917                             |
| Paul Kraatz                      | 1863–1926 | 12.10.1909 – 26.3.1917                             |
| Teodor Sillman                   | 1854–1926 | 13.10.1909 – 14.2.1910                             |
| Viktor Hedlund                   | 1853–1922 | 14.10.1909 – 26.3.1917                             |
| Erik Berg                        | 1876–1945 | 19.10.1909 – 26.3.1917                             |
| Vladimir Markov                  | 1859–1919 | 13.11.1909 – 21.4.1913                             |
| Alexander von Kothen             | 1867–1920 | 12.1.1910 – 26.3.1917                              |
| Felix Saarikoski                 | 1857–1920 | 21.1.1910 – 24.1.1913                              |
| Aleksei Hosiainov                | 1861–1913 | 14.2.1910 – 12.1.1911                              |
| Ernesti Rainesalo                | 1864–1929 | 14.2.1910 – 26.3.1917                              |
| Platon Ivanov                    | 1863–1939 | 7.4.1911 – 27.5.1913                               |
| Mihail Ganskau                   | 1867–?    | 20.6.1912 – 26.3.1917                              |
| Viktor Semenov                   | 1858–1919 | 29.7.1912 – 26.3.1917                              |
| Konstantin Kasanski              | 1867–?    | 24.1.1913 – 26.6.1914                              |
| Mihail Borovitinov               | 1874–?    | 16.5.1913 – 16.3.1917                              |
| Aleksander Strandman             | 1856–1933 | 18.6.1913 – 26.3.1917                              |
| Vsevolod Baranovski              | 1853–?    | 10.3.1914 – 26.3.1917                              |
| Arthur Brofeldt                  | 1868–1927 | 26.6.1914 – 26.3.1917                              |
| Oskari Tokoi                     | 1873–1963 | 26.3.1917 – 6.9.1917                               |
| Julius Ailio                     | 1872–1933 | 26.3.1917 – 8.9.1917                               |
| Leo Ehrnrooth                    | 1877–1951 | 26.3.1917 – 27.11.1917                             |
| Rudolf Holsti                    | 1881–1945 | 26.3.1917 – 27.11.1917                             |
| Kyösti Kallio                    | 1873–1940 | 26.3.1917 – 17.8.1918                              |
| Matti Paasivuori                 | 1866–1937 | 26.3.1917 – 8.9.1917                               |
| Allan Serlachius                 | 1870–1935 | 26.3.1917 – 27.11.1917                             |
| Emil Nestor Setälä               | 1864–1935 | 26.3.1917 – 27.11.1918                             |
| Väinö Tanner                     | 1881–1966 | 26.3.1917 – 8.9.1917                               |
| Antti Tulenheimo                 | 1879–1952 | 26.3.1917 – 27.11.1917                             |
| Väinö Voionmaa                   | 1869–1947 | 26.3.1917 – 8.9.1917                               |
| Wäinö Wuolijoki                  | 1872–1947 | 26.3.1917 – 8.9.1917                               |
| Harald Åkerman                   | 1869–1943 | 17.9.1917 – 27.11.1917                             |
| Pehr Evind Svinhufvud            | 1861–1944 | 27.11.1917 – 27.5.1918                             |
| Juhani Arajärvi                  | 1867–1941 | 27.11.1917 – 27.11.1918                            |
| Arthur Castrén                   | 1866–1946 | 27.11.1917 – 27.11.1918                            |
| Jalmar Castrén                   | 1873–1946 | 27.11.1917 – 27.11.1918                            |
| Alexander Frey                   | 1877–1945 | 27.11.1917 – 29.6.1918                             |
| Oskari Wilho Louhivuori          | 1884–1953 | 27.11.1917 – 29.6.1918                             |
| Eero Yrjö Pehkonen               | 1882–1949 | 27.11.1917 – 17.8.1918                             |
| Heikki Renvall                   | 1872–1955 | 27.11.1917 – 27.11.1918                            |
| Onni Talas                       | 1877–1958 | 27.11.1917 – 27.11.1918                            |
| Hjalmar Gabriel Paloheimo        | 1864–1919 | 27.5.1918 – 27.11.1918                             |
| Samuli Sario                     | 1874–1957 | 27.5.1918 – 27.11.1918                             |
| Wilhelm Thesleff                 | 1880–1941 | 27.5.1918 – 27.11.1918                             |

## Sénateurs du ministère de la Justice
| Nom                                     | Vie       | Sénateur                                                           |
| --------------------------------------- | --------- | ------------------------------------------------------------------ |
| Adolf Tandefelt                         | 1747–1822 | 2.10.1809 – 5.1.1822 (†)                                           |
| Carl Carp                               | 1760–1811 | 2.10.1809 – 20.9.1811 (†)                                          |
| Carl Edvard Gyldenstolpe                | 1770–1831 | 2.10.1809 – 14.3.1817, 1.10.1822 – 11.4.1831 (†)                   |
| Fredrik Wilhelm Krogius                 | 1770–1833 | 2.10.1809 – 25.5.1833 (†)                                          |
| Hans Henrik Wallerian                   | 1747–1810 | 2.10.1809 – 21.11.1810 (†)                                         |
| Adolf Fredrik von Willebrand            | 1766–1845 | 2.10.1809 – 12.9.1814/1.10.1822                                    |
| Henrik Ervast                           | 1776–1838 | 14.11.1809 – 1.10.1812, 6.3.1833 – 23.9.1838 (†)                   |
| Abraham Öhmann                          | 1758–1814 | 9.2.1811 – 14.12.1814 (†)                                          |
| Johan Magnus Krook                      | 1760–1828 | 17.12.1811 – 15.1.1828 (†)                                         |
| Carl Adolf Sattler                      | 1751–1815 | 12.2.1812 – 23.5.1815 (†)                                          |
| Jacob Wilhelm Hisinger                  | 1767–1843 | 1.10.1812 – 1.10.1831                                              |
| Berndt Fabritius                        | 1765–1835 | 29.2.1816 – 29.12.1835 (†)                                         |
| Anders Henrik Falck                     | 1772–1851 | 29.2.1816 – 1.10.1820                                              |
| Axel Gustaf Mellin                      | 1775–1856 | 29.2.1816 – 1.7.1822, 29.3.1826 – 5.12.1854                        |
| Anders Wilhelm Orraeus                  | 1761–1826 | 14.3.1817 – 20.2.1826 (†)                                          |
| Carl Fredrik Richter                    | 1782–1858 | 1.10.1820 – 1.10.1822, 1.6.1831– 1.10.1834                         |
| Carl Gerhard Hising                     | 1782–1844 | 1.7.1822 – 9.9.1844 (†)                                            |
| Albrecht Fredrik Richard de la Chapelle | 1785–1859 | 16.7.1822 – 25.3.1856                                              |
| Carl Adam Avellan                       | 1776–1857 | 30.1.1828 – 7.6.1833                                               |
| Bengt Detlof Krook                      | 1783–1846 | 1.10.1828 – 1.10.1831                                              |
| Johan Petter Winter                     | 1788–1872 | 1.8.1831 – 1.10.1841                                               |
| Gustaf von Kothen                       | 1778–1851 | 16.6.1833 – 26.1.1851 (†)                                          |
| Johan Gustaf Holmberg                   | 1779–1854 | 1.10.1834 – 26.10.1836                                             |
| Ernst Fredrik Brander                   | 1788–1860 | 4.5.1836 – 1.10.1841                                               |
| August Lohman                           | 1794–1863 | 22.3.1837 – 26.2.1851                                              |
| Johan William Forsman                   | 1788–1883 | 3.1.1839 – 1.10.1856                                               |
| Otto Reinhold Rehbinder                 | 1795–1855 | 1.10.1841 – 17.1.1855 (†)                                          |
| Pehr Jonas Törnqvist                    | 1788–1870 | 28.5.1841 – 1.10.1862                                              |
| Paul Henrik Edelheim                    | 1801–1855 | 4.12.1844 – 24.6.1855 (†)                                          |
| Johan Erik Bergbom                      | 1796–1869 | 26.2.1851 – 13.9.1869 (†)                                          |
| Robert Axel Hisinger                    | 1805–1859 | 16.4.1851 – 5.12.1854, 21.11.1855 – 8.7.1859 (†)                   |
| Lars Sackleen                           | 1788–1870 | 5.12.1854 – 1.10.1865                                              |
| Claës Gabriel Nordenheim                | 1805–1875 | 5.12.1854 – 4.11.1869                                              |
| Lars Reinhold Forssell                  | 1799–1857 | 15.2.1855 – 18.5.1857 (†)                                          |
| Carl Edvard Gadd                        | 1800–1883 | 25.3.1856 – 23.4.1856                                              |
| Carl Emil Cedercreutz                   | 1806–1869 | 1.10.1856 – 1.9.1857/22.2.1869 (†)                                 |
| Robert Trapp                            | 1802–1875 | 1.10.1856 – 23.12.1857, 1.10.1865 – 1.10.1867                      |
| Bror Pehr Markus Peterson               | 1801–1878 | 10.6.1857 – 1.10.1867                                              |
| Adolf Fredrik Munck                     | 1800–1886 | 1.9.1857 – 1.10.1867                                               |
| Johan Granlund                          | 1798–1876 | 10.3.1858 – 1.10.1867                                              |
| Selim Mohamed Ekbom                     | 1807–1886 | 25.8.1859 – 7.10.1862                                              |
| Gustaf Fredrik Rotkirch                 | 1815–1884 | 1.10.1862 – 15.7.1868                                              |
| Eugen Theodor von Knorring              | 1812–1874 | 28.10.1862 – 31.7.1863, 1.10.1867 – 17.5.1871                      |
| Otto Reinhold af Schultén               | 1798–1884 | 11.7.1863 – 1.10.1874                                              |
| Wilhelm Forsman                         | 1816–1880 | 1.10.1867 – 4.12.1874/18.3.1880 (†)                                |
| Johan Philip Palmén                     | 1811–1896 | 1.10.1867 – 1.12.1868, 25.12.1877 – 30.6.1896 (†)                  |
| John Snellman                           | 1815–1883 | 1.10.1867 – 8.10.1875                                              |
| Frans Richard de la Chapelle            | 1818–1871 | 20.10.1868 – 20.4.1870                                             |
| Johan Daniel Dahl                       | 1816–1892 | 1.12.1868 – 23.3.1882                                              |
| Victor Furuhjelm                        | 1810–1872 | 4.11.1869 – 1.1.1872 (†)                                           |
| Jakob Viktor Wasastjerna                | 1819–1895 | 27.11.1869 – 29.12.1890                                            |
| Adolf Waldemar Wallensköld              | 1828–1873 | 1.10.1870 – 17.3.1873 (†)                                          |
| Albert Werner Nykopp                    | 1826–1882 | 17.5.1871 – 1.10.1874                                              |
| Alexander August Brunou                 | 1821–1887 | 7.2.1872 – 19.10.1887 (†)                                          |
| Frans Emil Lönnblad                     | 1823–1887 | 13.6.1872 – 3.4.1879                                               |
| Carl Adolf Theodor Sederholm            | 1824–1911 | 20.5.1873 – 25.12.1877, 1.10.1882/1.10.1888 – 24.2.1900            |
| Robert Isidor Örn                       | 1824–1885 | 25.10.1874 – 25.10.1877                                            |
| Gustaf Fredrik Gejtel                   | 1821–1888 | 27.5.1874 – 1.10.1885                                              |
| Lars Theodor von Hellens                | 1826–1896 | 1.1.1875 – 1.10.1882                                               |
| Paul Emil Forsman                       | 1826–1906 | 8.10.1875 – 14.9.1887                                              |
| Karl Gustaf Ehrström                    | 1822–1886 | 29.12.1877 – 21.4.1880 1.10.1882 – 12.6.1886                       |
| Sune Birger Johan Björkstén             | 1825–1897 | 8.4.1879 – 2.1.1897                                                |
| Carl August Nybergh                     | 1833–1927 | 28.5.1880 – 1.10.1892, 2.1.1897 – 29.3.1902                        |
| Johan Carl Emil af Frosterus            | 1830–1900 | 1.10.1882 – 28.3.1890                                              |
| Gustaf Wilhelm Råbergh                  | 1833–1890 | 1.10.1885 – 9.10.1887                                              |
| Alexander von Weissenberg               | 1822–1901 | 1.10.1885 – 30.12.1886                                             |
| Johan Gustaf Sohlman                    | 1837–1908 | 9.10.1886 –14.9.1887, 1.10.1891 – 8.6.1893, 16.5.1901 – 11.11.1905 |
| Nikolai Konstantin Hornborg             | 1825–1902 | 27.1.1887 – 9.10.1899                                              |
| Robert Montgomery                       | 1834–1898 | 14.9.1887 – 1.10.1888/13.12.1890, 5.8.1896 – 3.8.1898 (†)          |
| Emil Streng                             | 1838–1911 | 9.10.1887 – 2.1.1897                                               |
| Gustaf Adolf Krogerus                   | 1838–1889 | 27.10.1887 – 19.2.1889 (†)                                         |
| Nils Isak Fellman                       | 1841–1919 | 1.12.1887 – 24.2.1900                                              |
| Oscar Fredrik Wilhelm Gylling           | 1843–1908 | 4.4.1889 – 27.8.1900                                               |
| Sven Wilhelm Hougberg                   | 1839–1905 | 20.6.1890 – 27.8.1900                                              |
| Henrik Gustaf Borenius                  | 1840–1909 | 7.10.1892 – 11.4.1902                                              |
| Ludvig Gustaf Leonhard Clouberg         | 1842–1906 | 3.7.1893 – 5.7.1900                                                |
| Gustaf Adolf Langenskiöld               | 1852–1931 | 2.1.1897 – 27.8.1900                                               |
| August Nybergh                          | 1851–1920 | 12.9.1898 – 3.1.1899, 11.11.1899 – 5.7.1900, 3.4.1917 – 1.10.1918  |
| Gustaf Richard Idestam                  | 1832–1915 | 10.2.1899 – 27.8.1900                                              |
| Johan Julian Serlachius                 | 1854–1925 | 25.2.1900 – 5.7.1900                                               |
| Eliel Johnsson                          | 1856–1905 | 9.4.1900 – 25.10.1901                                              |
| Ernesti Forsman                         | 1843–1922 | 11.7.1900 – 19.3.1903                                              |
| Werner Woldemar Söderhjelm              | 1832–1904 | 27.8.1900 – 28.10.1900                                             |
| Johan Edvard Heikel                     | 1834–1917 | 27.8.1900 – 25.10.1901                                             |
| Alexander August Kumlin                 | 1844–1912 | 27.8.1900 – 11.11.1905                                             |
| Gustaf Julius Ferdinand Nummelin        | 1845–1927 | 27.8.1900 – 25.10.1901, 23.10.1906 – 11.6.1909                     |
| Emil Frithiof Andersin                  | 1843–1906 | 29.8.1900 – 11.11.1905                                             |
| Lars Homén                              | 1844–1906 | 28.10.1900 – 25.10.1901, 1.12.1905 – 28.9.1906                     |
| Valentin Gummerus                       | 1852–1919 | 25.10.1901 – 11.11.1905                                            |
| Anders Mauritz Hornborg                 | 1851–1933 | 25.10.1901 – 30.10.1902                                            |
| Viktor Emil Liljeblad                   | 1847–1907 | 25.10.1901 – 11.11.1905                                            |
| Fredrik Werner Hjelmman                 | 1857–1932 | 4.1.1902 – 11.11.1905                                              |
| Ernst Albert Forssell                   | 1840–1904 | 11.4.1902 – 11.5.1904 (†)                                          |
| Johan Nestor Bärnlund                   | 1855–1911 | 1.1.1903 – 11.11.1905, 23.7.1909 – 1.4.1911 (†)                    |
| August Johannes Zitting                 | 1860–1922 | 16.7.1903 – 11.11.1905                                             |
| Anton Karl Otto Malin                   | 1863–1929 | 1.11.1904 – 11.11.1905, 23.7.1909 – 2.3.1911                       |
| Rabbe Axel Wrede                        | 1851–1938 | 1.12.1905 – 11.6.1909                                              |
| Carl Alexander Almqvist                 | 1859–1919 | 1.12.1905 – 11.6.1909                                              |
| Ferdinand Alexander Kumlin              | 1845–1910 | 1.12.1905 – 23.10.1906                                             |
| Henrik Waldemar Kyander                 | 1850–1924 | 1.12.1905 – 11.6.1909                                              |
| Johan Fredrik Lundenius                 | 1849–1911 | 1.12.1905 – 11.6.1909                                              |
| Edvard Paldani                          | 1858–1917 | 1.12.1905 – 23.4.1909                                              |
| Anders Henrik Snellman                  | 1848–1911 | 1.12.1905 – 11.6.1909                                              |
| Carl Johan Timgren                      | 1852–1916 | 1.12.1905 – 11.6.1909                                              |
| Gustaf Werner Wilskman                  | 1849–1929 | 1.12.1905 – 11.6.1909                                              |
| Axel Wilhelm Granström                  | 1852–1918 | 23.10.1906 – 11.6.1909                                             |
| Walter August Andersin                  | 1871–1944 | 23.7.1909 – 3.4.1917                                               |
| Alfred Aleksi Käpy                      | 1871–1933 | 23.7.1909 – 12.1.1912                                              |
| Johannes Victor Peltonen                | 1868–1941 | 23.7.1909 – 1.10.1912, 1917–1918                                   |
| Santeri Saarinen                        | 1857–1914 | 23.7.1909 – 1914                                                   |
| Benjamin Anneberg                       | 1865–1925 | 15.4.1910 – 3.4.1917                                               |
| Alfred Agathon Liuksiala                | 1861–1944 | 15.4.1910 – 3.4.1917                                               |
| Daniel Woldemar Åkerman                 | 1843–1919 | 1.6.1910 – 14.12.1912                                              |
| Johannes Pesonen                        | 1864–1919 | 7.4.1911 – 3.4.1917                                                |
| Klas Robert Helanen                     | 1864–1929 | 5.5.1911 – 3.4.1917                                                |
| Aksel Werner Ruusuvaara                 | 1867–1923 | 12.1.1912 – 3.4.1917                                               |
| Kyösti Fabian Auer                      | 1865–1929 | 20.6.1912 – 3.4.1917                                               |
| Julius Bernhard Saraste                 | 1857–1914 | 3.9.1912 – 28.7.1913                                               |
| Felix Saarikoski                        | 1857–1920 | 24.1.1913 – 3.4.1917                                               |
| Eugraf Nyman                            | 1862–1934 | 15.11.1913 – 7.8.1914                                              |
| Samuel Valentin Koski                   | 1867–1934 | 1.2.1915 – 3.4.1917                                                |
| Valfrid August Vilhelm Blåfield         | 1866–1934 | 3.4.1917 – 1.10.1918                                               |
| Axel Fredrik Charpentier                | 1865–1949 | 3.4.1917 – 1.10.1918                                               |
| Julius Grotenfelt                       | 1859–1929 | 3.4.1917 – 1.10.1918                                               |
| Antti William Heikkilä                  | 1866–1923 | 3.4.1917 – 1.10.1918                                               |
| Väinö Vindician Hirvinen                | 1869–1932 | 3.4.1917 – 1.10.1918                                               |
| Frans Oskar Lilius                      | 1871–1928 | 3.4.1917 – 1.10.1918                                               |
| John Berndt Nordgren                    | 1867–1944 | 3.4.1917 – 1.10.1918                                               |
| Frans Pehkonen                          | 1870–1957 | 3.4.1917 – 1.10.1918                                               |